# Sphacele
Sphacele  é um gênero botânico da família Lamiaceae

## Espécies
Apresenta 56 espécies: